# Night Demon
Night Demon est un groupe américain de heavy metal, originaire de Ventura, en Californie.

## Histoire
Night Demon est issu de la scène metal underground californienne et est formé en 2011. Influencé par la new wave of British heavy metal, le groupe sort son premier enregistrement en 2012, l'EP auto-produit Night Demon. Diverses représentations suivent, notamment en 2014 en première partie de Diamond Head et Raven, ainsi qu'au festival Keep It True. Avec Curse of the Damned, le groupe sort son premier album le 14 janvier 2015. Cet album est élu album de l'année par les auditeurs d'une petite station de radio américaine. En Allemagne, Night Demon joue pour la première fois en 2016 devant un plus grand public lors du festival Bang Your Head.
Le deuxième album Darkness Remains, avec le nouveau guitariste Armand John Anthony, sort le 21 avril 2017, atteint la 61e place des charts allemands des albums, et est présenté par le groupe en Allemagne lors de divers festivals comme le Summer Breeze, le Rock Hard Festival, le Party.San et Days of Darkness. Lors des Metal Hammer Awards 2017, Night Demon est récompensé dans la catégorie Up and Coming. En première partie d'Accept, Night Demon fait une tournée en Allemagne en 2018, avant de jouer aux festivals Bang Your Head, Wacken Open Air et Rock HardFestival durant l'été de la même année. Le 10 août 2018, l'album live Live Darkness sort et se classe 43e dans les charts allemands des albums.
Au cours de l'année 2020, Night Demon sort un total de cinq singles vinyle en édition limitée, qui sont vendus en très peu de temps. Le 25 mars 2022, ces singles sont publiés ensemble sur la compilation Year of the Demon, qui atteint la 30e place des charts allemands des albums. En mars 2023, le groupe sort son troisième album studio, Outsider. Par ailleurs, Jarvis Leatherby fait savoir que Dusty Squires, l'ancien batteur du groupe, ne fait plus partie du groupe et qu'il avait donné son dernier concert dans le nord de l'Allemagne en novembre 2022. Le groupe tourne en Australie en mai et juin 2024 aux côtés de Cirith Ungol, qui entame sa tournée mondiale d'adieu. Avec Overkill, Night Demon assure la première partie de la tournée Saint Lucifer's Hospital 1920 de King Diamond en Amérique du Nord d'octobre à décembre 2024.

## Discographie

### Albums studio
- 2015 : Curse of the Damned (Steamhammer)
- 2017 : Darkness Remains (Century Media, Steamhammer)
- 2018 : Live Darkness (Century Media, Steamhammer) (album live)
- 2022 : Year of the Demon (Century Media)
- 2023 : Outsider (compilation, Steamhammer)